# カカ
カカ (Nestor meridionalis) は、鳥綱インコ目（オウム目）フクロウオウム科ミヤマオウム属に分類される鳥類。

## 分布
ニュージーランド

## 形態
全長45センチメートル。顔は褐色で、ピンク色の斑紋が入る。耳孔を被う羽毛（耳羽）の色彩は橙色。上面や胸部はオリーブ褐色。後頸や腰・腹部は赤い。翼下面は赤い。
オスは嘴がより大型で、湾曲も強い。

## 分類
以下の亜種の分類・分布は、IOC World Bird List (v10.2)に従う。
Nestor meridionalis meridionalis (Gmelin, 1788)
南島、スチュアート島
Nestor meridionalis septentrionalis Lorenz von Liburnau, 1896
北島

## 生態
ナンキョクブナ科やマキ科からなる自然林に生息するが、冬季には民家や果樹園などでみられることもある。夏季は標高450 - 850メートルに生息し、冬季になると標高550メートル以下へ移動する。昼行性だが、夜間に活動することもある。主にペアで生活するが、非繁殖期には大規模な群れを形成することもある。
カミキリムシ類の幼虫などの昆虫やカイガラムシ類の分泌液、ヤドリギ類などの花、マキ科やヤドリギ類などの果実、フトモモ科の果汁、カウリマツの種子などを食べる。果実を食べる際は舌を使い、中身を搾りとって食べる。
繁殖様式は卵生。9月から翌3月に樹洞を拡張して木屑を敷いた巣に、4 - 5個の卵を産む。メスが抱卵し、抱卵期間は24日。オスやペアを形成していない個体は、抱卵中のメスに食物を運搬する。雛は孵化してから10週間で巣立つ。寿命は20年と考えられている。

## 人間との関係
森林伐採による生息地の破壊、狩猟、人為的に移入されたオコジョやドブネズミによる捕食、人為的に移入されたフクロギツネやスズメバチ類との競合などにより生息数は減少している。1981年に、インコ目単位でワシントン条約附属書IIに掲載されている。

## 画像

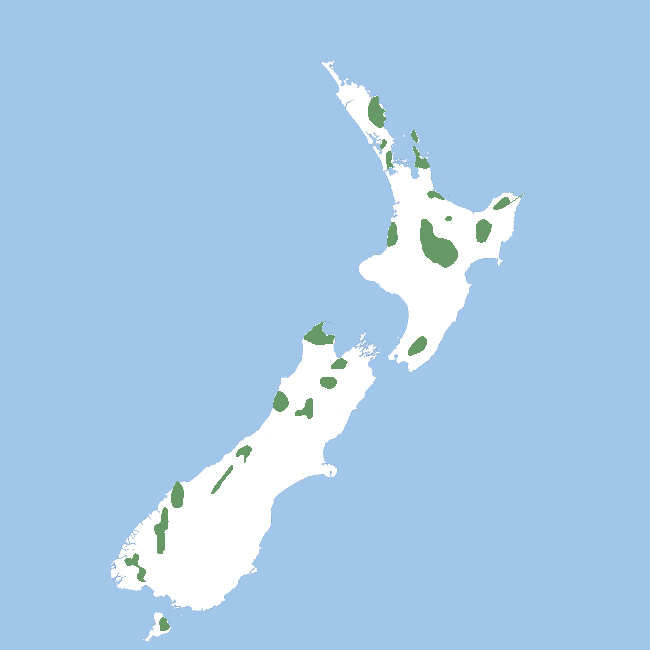
分布
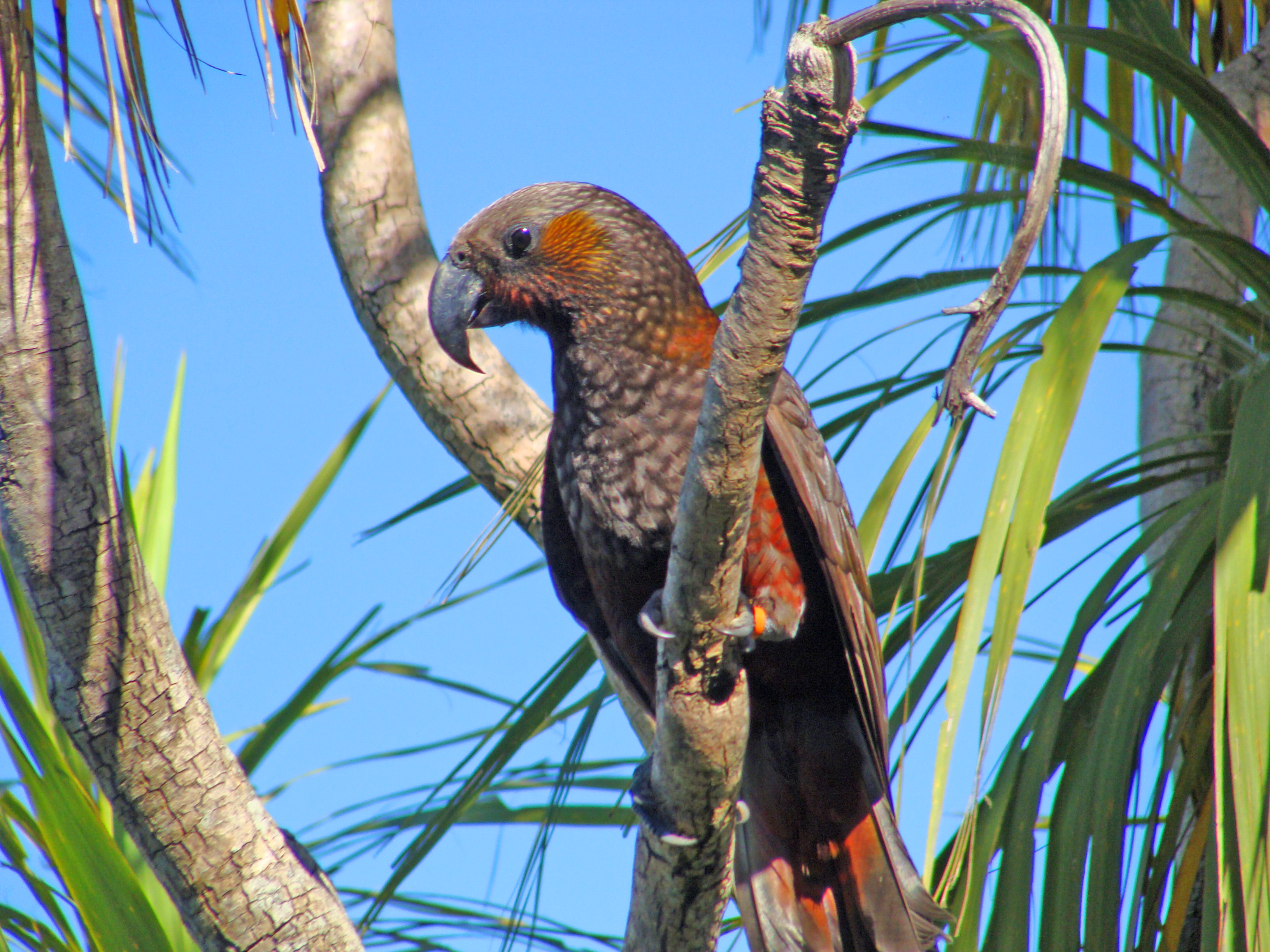
亜種N. m. septentrionalis